# Injoux-Génissiat
Injoux-Génissiat ist eine französische Gemeinde mit 1123 Einwohnern (Stand 1. Januar 2022) im Département Ain in der Region Auvergne-Rhône-Alpes. Sie gehört zum Arrondissement Nantua und ist Mitglied im Gemeindeverband Terre Valserhône. Die Bewohner werden Injolans oder Indiolans und Génissiatus genannt.

## Geographie
Die Gemeinde Injoux-Génissiat liegt auf 556 m, etwa sieben Kilometer südwestlich der Stadt Bellegarde-sur-Valserine (Luftlinie). Die Doppelgemeinde erstreckt sich im Becken von Bellegarde, an aussichtsreicher Lage auf dem Plateau der Michaille, rund 220 Meter über der Talniederung der Rhône, die hier die Grenze zum Département Haute-Savoie markiert, am Ostfuß des Crêt du Nu, eines Höhenzuges des französischen Juras.
Die Fläche des 29,61 km² großen Gemeindegebiets umfasst einen Abschnitt des Rhônetals. Der östliche Gemeindeteil wird vom breiten Plateau der Michaille eingenommen, das auf durchschnittlich 520 m liegt. Es senkt sich gegen Osten allmählich ab und wird durch die Täler kurzer Seitenbäche der Rhône untergliedert. Die östliche Grenze verläuft entlang der Rhône, die hier in einem abschnittsweise von Felswänden flankierten Tal liegt und durch die Talsperre von Génissiat zu einem See aufgestaut ist. Nach Westen erstreckt sich das Gemeindeareal über den dicht bewaldeten steilen Jurahang (Bois d’Injoux) bis auf den Kamm des Crêt du Nu, auf dem mit 1351 m ü. M. die höchste Erhebung von Injoux-Génissiat erreicht wird.
Die Gemeinde Injoux-Génissiat besteht aus verschiedenen Dörfern, Weilern und Gehöften:
- Injoux (556 m) auf dem Plateau der Michaille
- Génissiat (360 m) auf einem nach Süden exponierten Hang im Rhônetal
- Chaix (620 m) am Fuß des Jurakammes und des Crêt du Nu
- Craz (650 m) am Fuß des Jurakammes und des Crêt du Nu
- Lingiaz (560 m) auf dem Plateau der Michaille
- Bériaz (530 m) auf dem Plateau der Michaille

Nachbargemeinden von Injoux-Génissiat sind Billiat im Norden, Saint-Germain-sur-Rhône und Franclens im Osten, Surjoux und Lhôpital im Süden sowie Haut-Valromey im Westen.

## Geschichte
Das Rhônetal bei Génissiat war schon in vorgeschichtlicher Zeit besiedelt, doch ist der einstige Standort heute durch den Stausee überflutet.
Seit dem 12. Jahrhundert bildete Injoux eine Pfarrei. Génissiat war im 14. Jahrhundert Mittelpunkt einer Herrschaft, welche der Familie de Coucy gehörte. Urkundlich erwähnt wird der Ort 1440 unter dem latinisierten Namen Gignissiacus. Aus späterer Zeit sind die Bezeichnungen Genissia (1536) sowie Ginissie und Ginissiaz (1563) überliefert. Die Ortschaft Craz erscheint um 1365 erstmals in den Urkunden.
Mit Wirkung auf den 1. Januar 1973 fusionierten die drei vorher selbständigen Gemeinden Injoux, Génissiat und Craz zur heutigen Gemeinde Injoux-Génissiat.

### Bevölkerungsentwicklung
| Jahr                       | 1962 | 1968 | 1975 | 1982 | 1990 | 1999 | 2010 | 2020 |
| Einwohner                  | 956  | 893  | 851  | 750  | 940  | 970  | 0    | 0    |
| Quellen: Cassini und INSEE |      |      |      |      |      |      |      |      |

Mit 1123 Einwohnern (Stand 1. Januar 2022) gehört Injoux-Génissiat zu den kleineren Gemeinden des Départements Ain. Nachdem die Einwohnerzahl in der ersten Hälfte des 20. Jahrhunderts deutlich abgenommen hatte, wurde seit Mitte der 1980er Jahre wieder ein Bevölkerungswachstum verzeichnet. Die Ortsbewohner von Injoux-Génissiat heißen auf Französisch Injolans.

## Sehenswürdigkeiten
Die Pfarrkirche Saint-Laurent-et-Saint-Didier in Injoux wurde in gotischen Stilformen erbaut und später mehrfach umgestaltet. Auch die Kirche von Craz ist ursprünglich gotisch. Aus dem 14. Jahrhundert stammt die Burg von Génissiat, von der Ruinen erhalten sind. Unterhalb der Ortschaft befindet sich die 1948 eingeweihte Talsperre Génissiat, die als Monument historique klassiert ist.

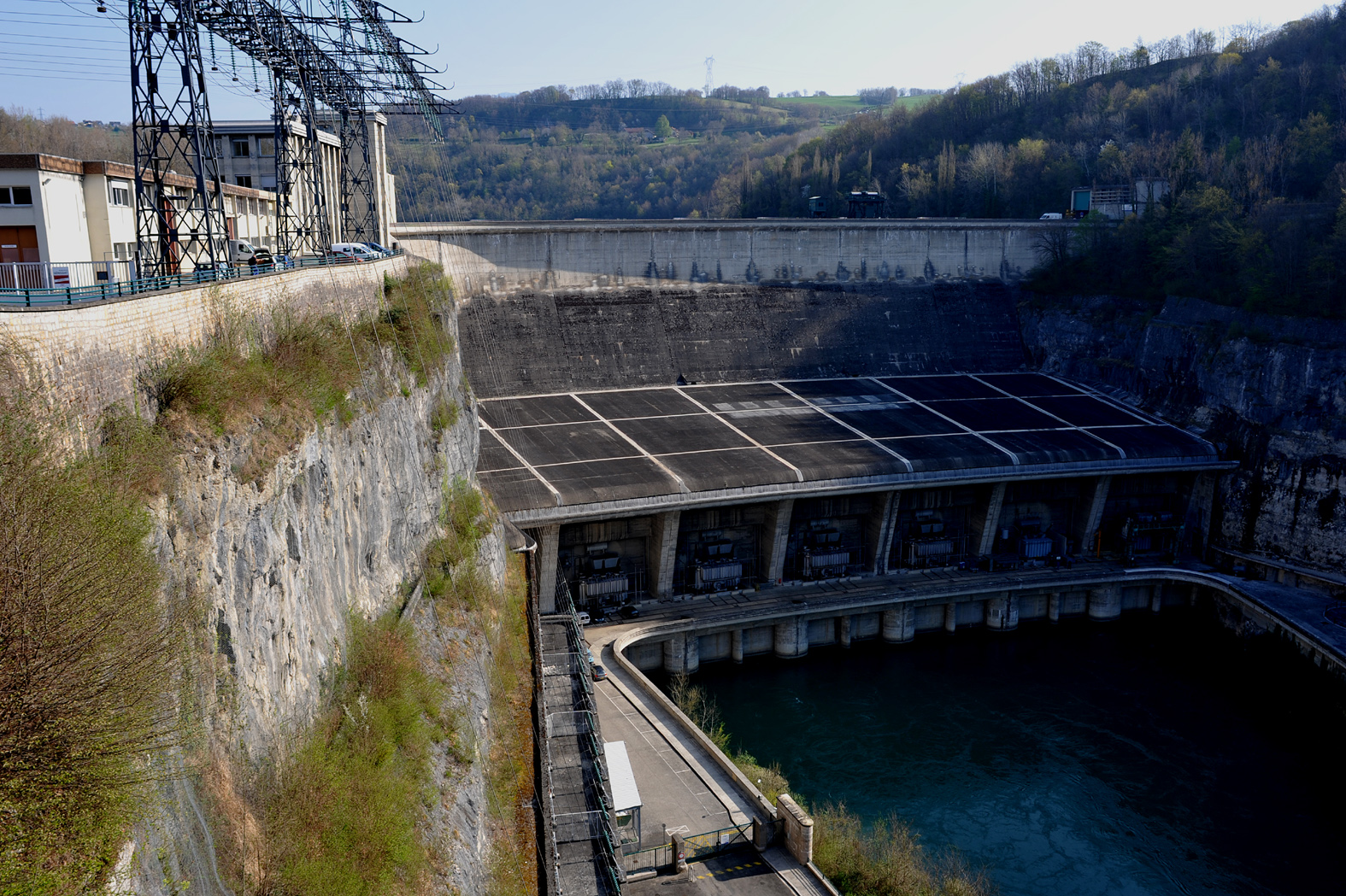
Talsperre Génissiat
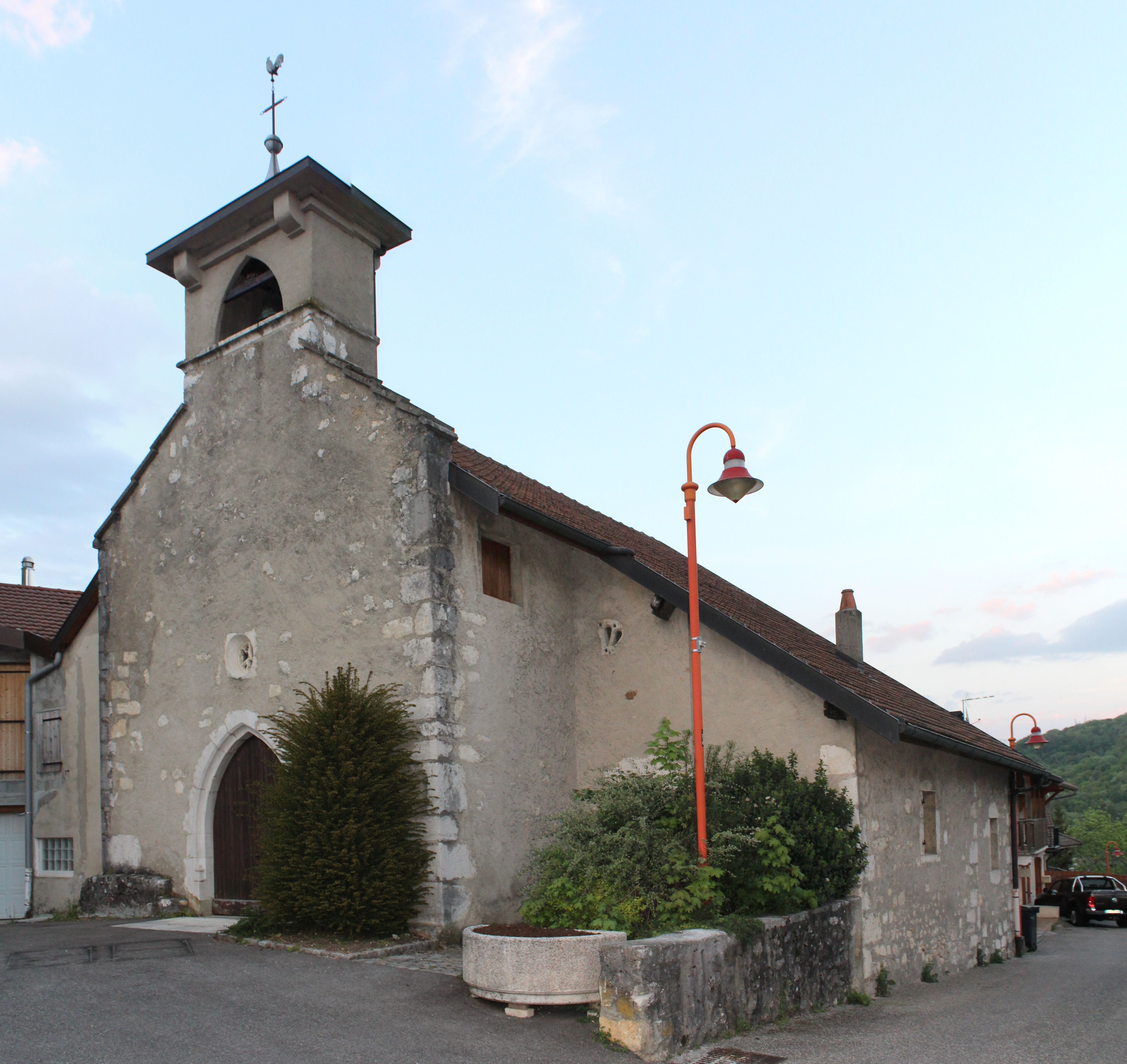
Kapelle Saint-Martin in Génissiat
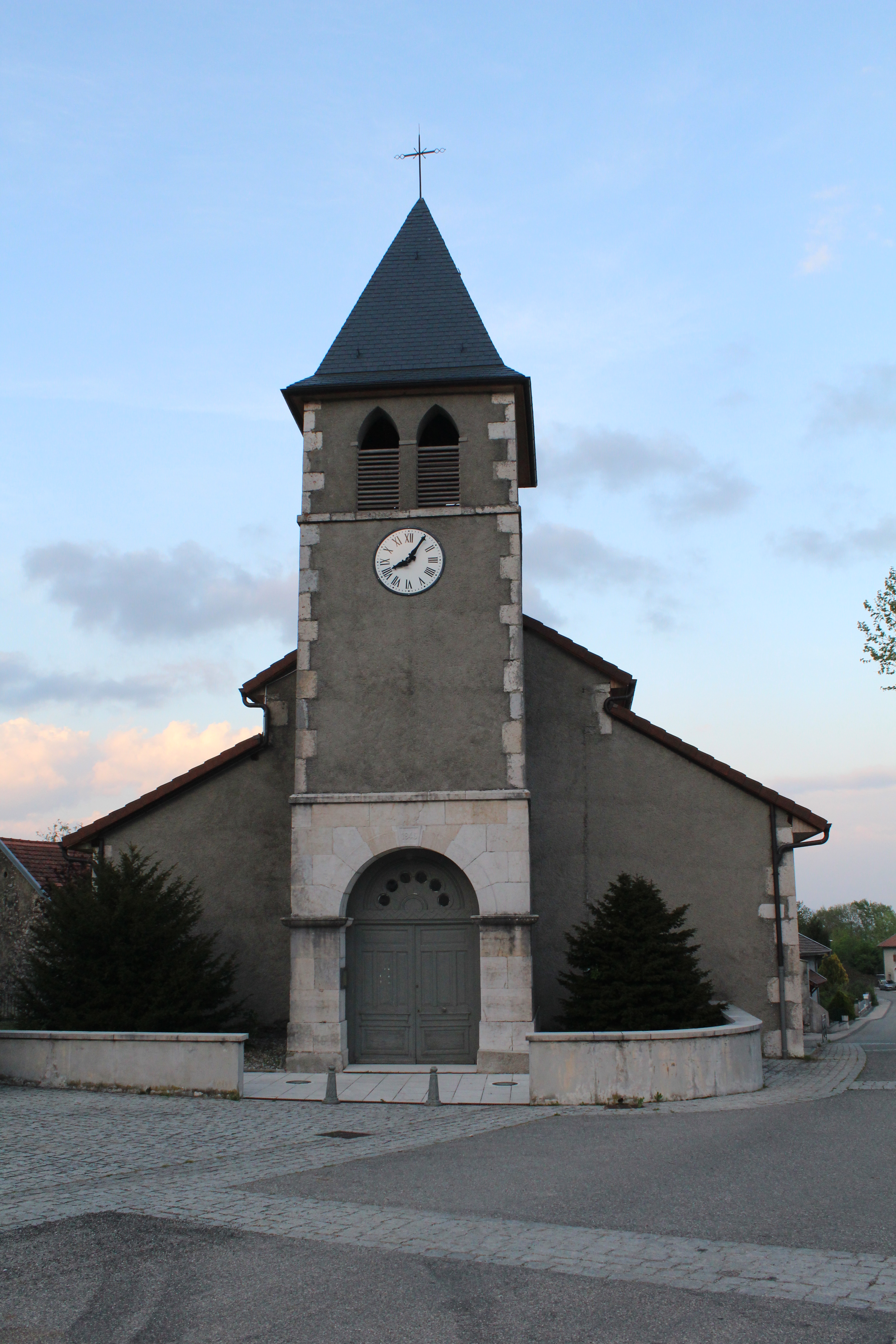
Kirche Saint-Laurent-et-Saint-Didier
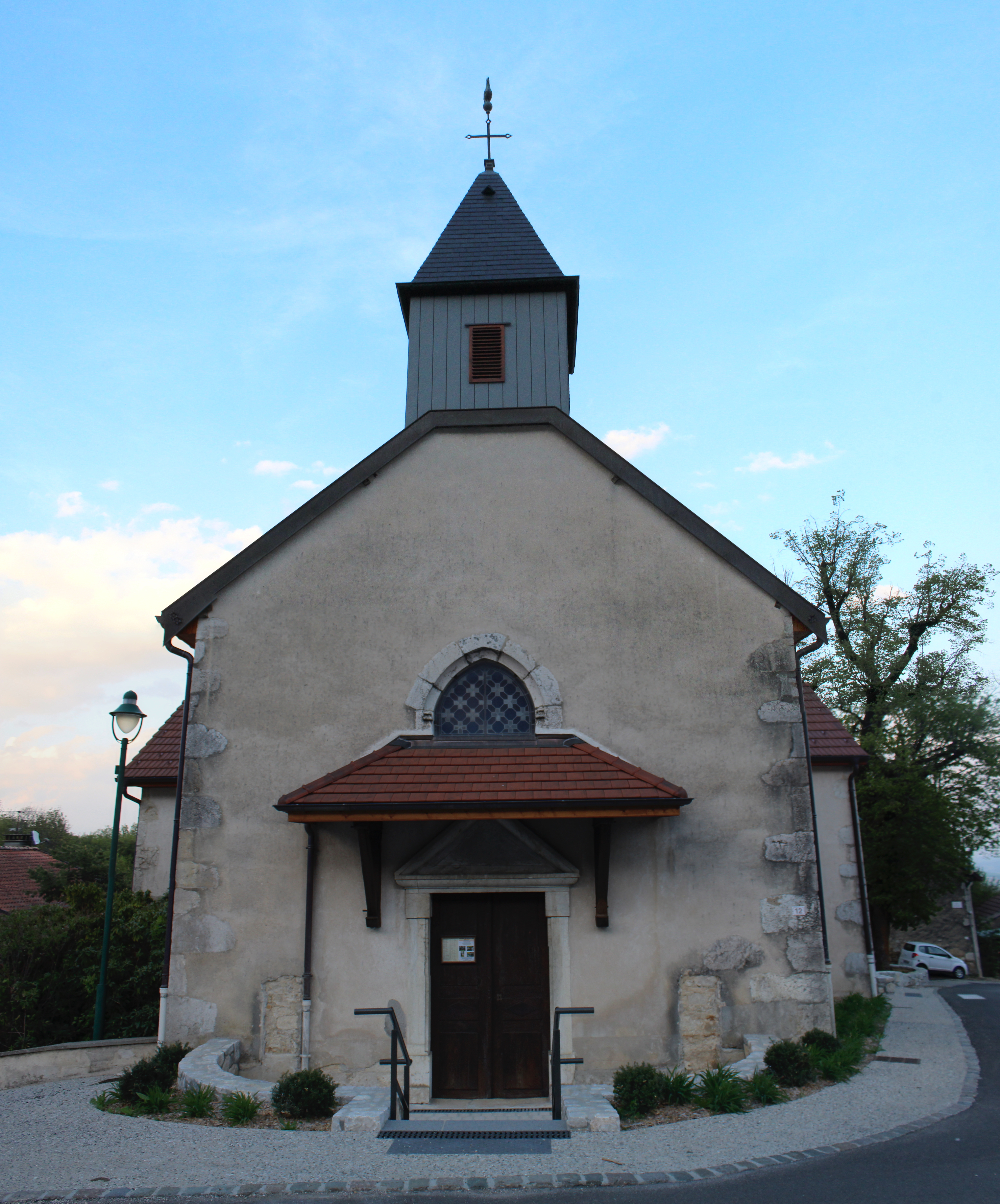
Kirche Saint-Maurice im Ortsteil Craz
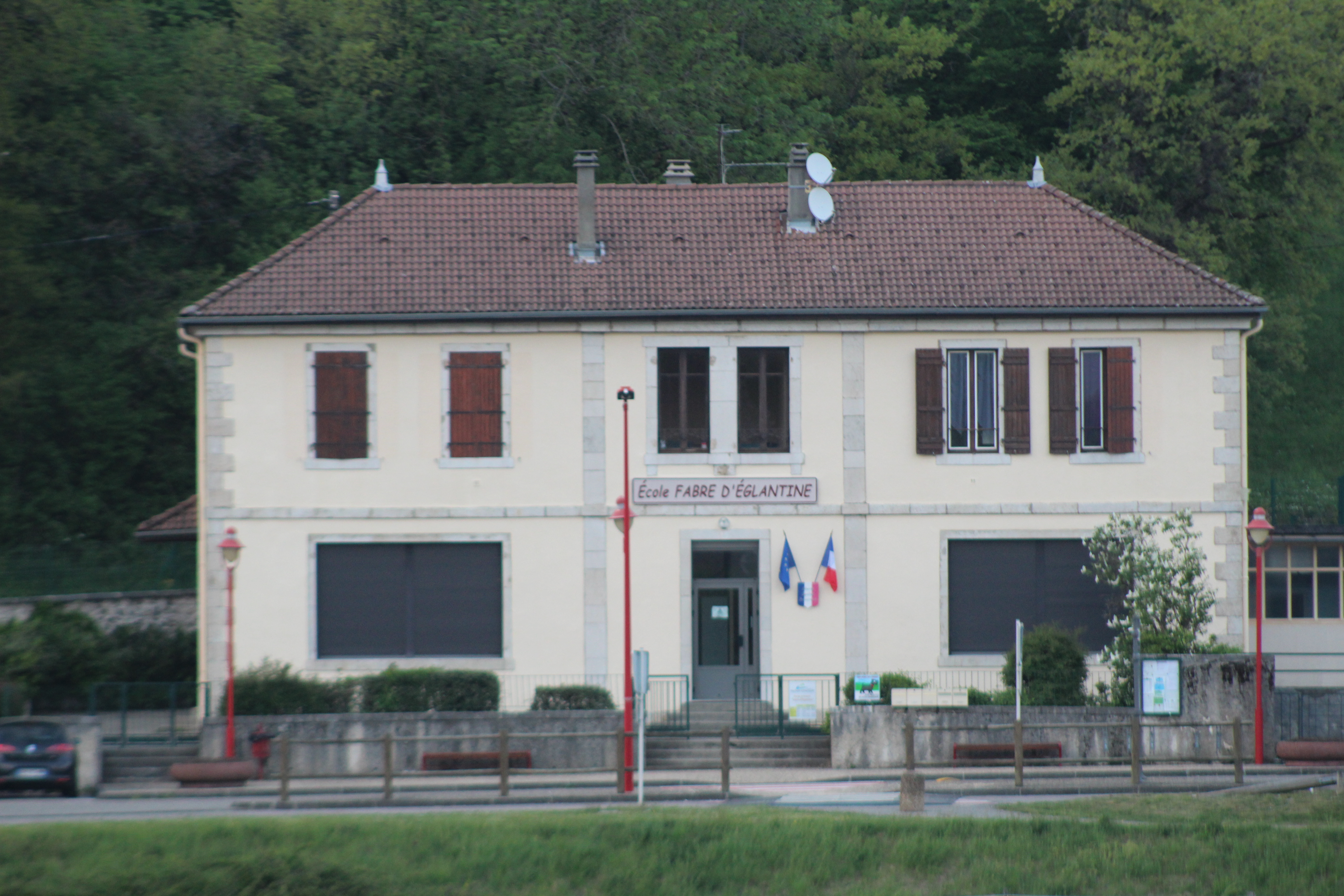
Schule
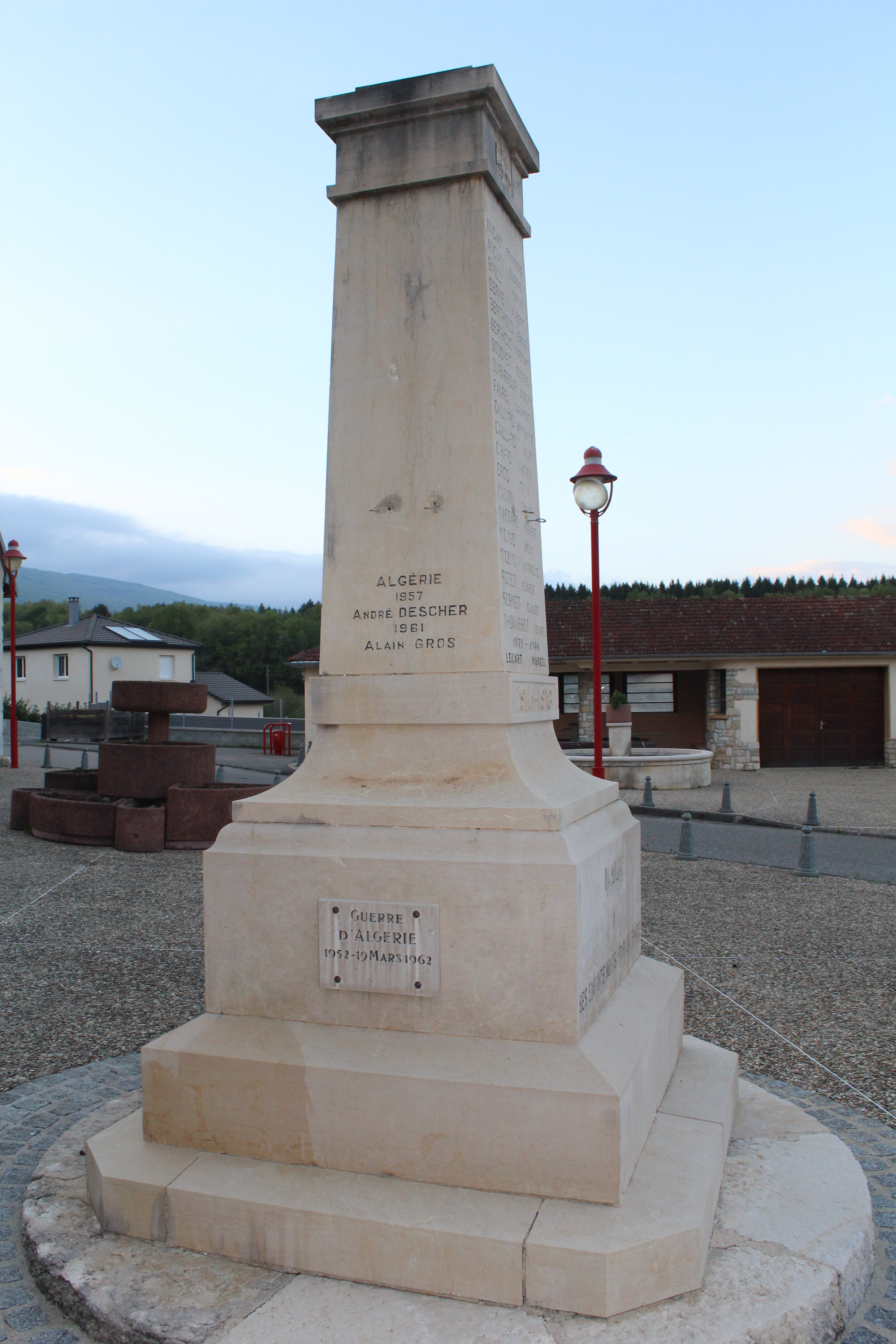
Gefallenendenkmal

## Wirtschaft und Infrastruktur
Injoux-Génissiat war bis weit ins 20. Jahrhundert hinein ein vorwiegend durch die Landwirtschaft geprägtes Dorf. Daneben gibt es heute einige Betriebe des lokalen Kleingewerbes. Zu den wichtigen Arbeitgebern zählt das 1948 fertiggestellte Flusskraftwerk an der Talsperre Génissiat in der Rhône. Mittlerweile hat sich das Dorf auch zu einer Wohngemeinde gewandelt. Zahlreiche Erwerbstätige sind Wegpendler, die in den größeren Ortschaften der Umgebung und hauptsächlich im nahen Bellegarde-sur-Valserine ihrer Arbeit nachgehen.
Die Ortschaft ist verkehrsmäßig recht gut erschlossen. Sie liegt nahe der Departementsstraße D991, die von Châtillon-en-Michaille nach Seyssel führt. Weitere regionale Straßenverbindungen bestehen mit Franclens östlich der Rhône und über den Jurapass Col de Richemond mit Hotonnes. Der nächste Anschluss an die Autobahn A40 befindet sich in einer Entfernung von rund acht Kilometern. Der Ort besaß einen Bahnhof an der Bahnstrecke Lyon–Genève.
In Injoux-Génissiat befindet sich eine staatliche école primaire (Grundschule mit eingegliederter Vorschule).